# Германски въпрос
Германският въпрос (на немски: Deutsche Frage) е политическият дебат през XIX век, най-вече по време на Революциите от 1848 година, за начините, по които трябва да се осъществи обединението на Германия.
В периода 1815 – 1866 година 37 независими немскоезични държави формират Германската конфедерация. Великогерманското решение, подкрепяно от Австрийската империя предвижда обединяването на всички немскоезични области в единна държава, докато Малогерманското решение, поддържано от Прусия, търси обединението само на северните държави (където преобладава протестанството), изключвайки католическа Австрия.